# Artemis Fowl (película)
Artemis Fowl es una película estadounidense de aventura y ciencia ficción fantástica basada en el la novela homónima de 2001 escrita por Eoin Colfer. Es dirigida por Kenneth Branagh y escrita por Michael Goldenberg, Adam Kline y Conor McPherson, y protagonizada por los nuevos Ferdia Shaw, Lara McDonnell y Tamara Smart, junto a Nonso Anozie, Hong Chau, Josh Gad, y Judi Dench en papeles de apoyo. En un principio programada por Walt Disney Studios Motion Pictures el 29 de marzo de 2020 en IMAX y 3D, la pandemia de la Covid-19 impidió su estreno en taquilla, posponiéndose su lanzamiento en la plataforma Disney+ para el 12 de junio.

## Argumento
En la costa de Irlanda, un frenesí mediático desciende sobre Fowl Manor, donde una colección robada de reliquias de fama mundial está vinculada al rico empresario Artemis Fowl. Detenido en la mansión, Mulch Diggums es interrogado por la inteligencia británica y afirma que su empleador ha robado el poderoso "Aculos". Ofreciendo a probar la existencia de la magia, Mandíbulas cuenta la historia de Artemis Fowl, Jr .
Tres días antes, Artemis, un genio de 12 años, vive en Fowl Manor con su padre viudo Artemis Sr, quien desaparece de su bote, acusado del robo de varios artefactos invaluables encontrados a bordo. Artemis Jr recibe una llamada de una figura encapuchada. Manteniendo cautivo a su padre, la figura encapuchada le da a Artemis tres días para recuperar el Aculos, que Artemis Sr. ha robado y escondido. Domovoi "Dom" Butler , el guardaespaldas de Artemis, le muestra una biblioteca oculta donde generaciones de Fowls han catalogado pruebas de la existencia de criaturas mágicas.
En las profundidades de Haven City, hogar de una civilización de hadas, Mulch, un ladrón enano de gran tamaño, se encuentra con la oficial de reconocimiento de la Policía de Elementos Inferiores (LEPrecon), Holly Short, cuando lo llevan a prisión. El comandante Julius Root envía a la fuerza LEPrecon para buscar a los Aculos, el mayor recurso de las hadas. Potrillo, el centauro asesor técnico de LEPrecon, descubre que una criatura no autorizada ha llegado a la superficie. Holly es enviada a investigar, a pesar de que su padre, Beechwood Short, robó los Aculos y fue asesinado. En Martina Franca, Italia, Holly interviene como un troll rebelde y ataca a una fiesta de bodas humana. Usando un "tiempo congelado", LEPrecon somete al troll y borra los recuerdos de los humanos.
Juliet, la sobrina de Dom, de 12 años, llega a la mansión. Del diario de su padre, Artemis se entera de que Beechwood le llevó el Aculo a Artemis Sr. para mantenerlo alejado de la figura encapuchada, que se reveló como Opal Koboi, un hada que planea acabar con la humanidad. Artemis envía a Dom a vigilar la colina de Tara. Holly, decidida a limpiar el nombre de su padre, desobedece las órdenes y vuela a la Colina de Tara, donde encuentra la placa de identificación de Beechwood, pero es capturada por Dom y encarcelada dentro de la mansión.
Root y un ejército de oficiales de LEPrecon sellan Fowl Manor en un tiempo congelado, pero Artemis y Dom luchan contra ellos usando el equipo de Holly. Artemis exige a los Aculo a cambio de la liberación de Holly, prohibiendo a las hadas entrar a su casa mientras él está vivo. Atado por las reglas de las hadas, Root saca a Mantillo de la prisión, ofreciéndole una sentencia reducida para infiltrarse en Fowl Manor. Mantillo entra en los túneles e irrumpe en la caja fuerte de Artemis Sr., encontrando el Aculo, mientras Artemis libera a Holly y le pide ayuda. El teniente Briar Cudgeon, un espía de Koboi, toma el mando de LEPrecon y libera al troll capturado en la casa, bloqueando toda la magia en el interior.
Mantillo se traga el Aculo mientras Artemis, Holly, Juliet y Dom evaden al troll, que es sometido. Empujando a Artemis fuera del camino del troll, Dom está mortalmente herido. Contra las órdenes, los compañeros oficiales de Holly desbloquean su magia y ella revive a Dom. Mantillo y el ejército de LEPrecon escapan cuando el congelamiento del tiempo colapsa. A la izquierda con los Aculos, Artemis se niega a dárselo a Koboi, y Holly acepta usarlo para rescatar al padre de Artemis. Mientras Koboi intenta matar a Artemis Sr., Holly lo convoca a Fowl Manor. 
Artemis Sr. le dice a Holly que su padre dio su vida para proteger a los Aculo, dándole una lista de los cómplices de Koboi. Holly devuelve los Aculos a Haven City, donde Root, de nuevo al mando, la dirige a investigar todos los nombres de la lista. Artemis llama a Koboi, prometiendo ir tras ella. El interrogador de Mulch le ofrece libertad a cambio de que le ayude a capturar a Artemis Sr., pero Mulch revela que Artemis organizó su arresto para probar el incidente a las autoridades y confirma la existencia de magia en la cámara. Mientras el interrogador pide refuerzos, el helicóptero de los Fowls rescata a Mantillo y, junto con Holly, se va volando.

## Reparto
- Ferdia Shaw como Artemis Fowl Hijo.
- Lara McDonnell como Holly Short.
- Colin Farrell como Artemis Fowl Padre.
- Judi Dench como Comandante Root.
- Josh Gad como Mulch Diggums.
- Nonso Anozie como Domovoi Mayordomo.
- Tamara Smart como Julieta Mayordomo.
- Hong Chau como un hada que puede rejuvenecer a voluntad.
- Miranda Raison como Angeline Fowl.
- Nikesh Patel como Foaly.
- Joshua McGuire como Briar Cudgeon.
- Chi-Lin Nim como Trouble Kelp.
- Jean-Paul Ly como Nguyen.
- Adam Albahaca como un Troll.
- Hannah Flynn como un Oficial LEPrecon.
- Matt Townsend como otro Oficial LEPrecon.
- Michael Abubakar
- Evan Jones
- Jake Davies
- Rachel Denning
- Matt Jessup como Budd.
- Simone Kirby como la Señora Byrne.
- Sally Messham como Sky Willow.
- Bernardo Santos como Groomsman.
- Adrian Scarborough como el Jefe Duende.
- Conor MacNeill como el Teniente Duende.
- Laurence Kinlan como Beachwood Short.
- Fabio Cicala como un Músico Callejero.
- Sebastian Witt como un Niño de la Escuela.
- Jason Shillingford como um Fotógrafo.

## Producción
En 2001 se anunciaron planes para la adaptación cinematográfica de la serie. Miramax Films, fue nombrada como la compradora de los derechos de la película con Lawrence Guterman elegido como director. En 2003 Colfer declaró que un guion se había terminado y que el casting se debió a iniciar el mismo año, pero expresaron su escepticismo sobre si todo esto vendría a desarrollarse finalmente. La película se mantuvo en desarrollo pausado hasta el año 2011, cuando se informó de que Jim Sheridan estaba interesado en dirigir la película.
En julio de 2013, Walt Disney Pictures anunció que una película de Artemis Fowl que cubriría los acontecimientos de la primera y la segunda de las novelas de la serie sería producida por Disney y The Weinstein Company, con el guion de Michael Goldenberg. Robert De Niro y Jane Rosenthal se unieron al proyecto como productores ejecutivos.
El 1 de septiembre de 2015, Variety informó de que Kenneth Branagh había sido contratado para dirigir la película de Disney, con el dramaturgo irlandés Conor McPherson como guionista y Judy Hofflund como productor ejecutivo. Eoin Colfer confirmó esto en un video a Artemis Fowl Confidencial, y habló con RTE Radio 1 acerca de haberse reunido con Branagh varias veces para hablar de esto antes del anuncio. El 12 de septiembre de 2017, Disney anunció que la adaptación cinematográfica sería estrenada el 9 de agosto de 2019.

### Reparto
El 18 de septiembre de 2017, se informó de que Judi Dench estaba en conversaciones para un papel indeterminado. El 11 de octubre de 2017 se anunció que Disney había retirado de inmediato a Harvey Weinstein como el productor de la película así como terminado su contrato de producción con The Weinstein Company tras el escándalo de conducta sexual inapropiada de Weinstein. El 20 de diciembre de 2017, se anunció que el nuevo actor irlandés Ferdia Shaw había sido elegido como Artemis Fowl, junto a Dench como el Comandante Root, Josh Gad como Mulch Diggums, Lara McDonnell como Capitana Holly Short, y Nonso Anozie como Mayordomo.

### Rodaje
El 12 de marzo de 2018, el resto del elenco fue anunciado (incluyendo a Nikesh Patel como Foaly), mientras la producción principal empezó. La película fue rodada en Inglaterra, Irlanda del Norte y la ciudad Ho Chi Minh.

## Estreno
Artemis Fowl fue programada en cines para el 29 de mayo de 2020 por Walt Disney Studios Motion Pictures. Sin embargo, su lanzamiento fue cancelado el 3 de abril de 2020 debido a la pandemia de Covid-19, posponiéndose para el 12 de junio en la plataforma Disney+.